# Allan Banegas
Allan Alexander Banegas Murillo (El Progreso, Yoro, Honduras; 4 de octubre de 1993) es un futbolista hondureño. Juega como mediocampista y su actual club es el Victoria de la Liga Nacional de Honduras.

## Trayectoria

### Marathón
Fue ascendido al primer plantel en 2015 por solicitud de Héctor Castellón. Debutó en Primera División el 17 de enero de 2015, siendo sustituido al minuto 64 por el brasileño Romário Pinto, enfrentando al Real Sociedad, en un partido que empataron 0 a 0 en el Estadio Yankel Rosenthal de San Pedro Sula. Convirtió su primer gol el 31 de octubre de ese mismo año, al Club Deportivo y Social Vida, en un juego que ganaron 5 a 2.

### Olimpia
El 26 de enero de 2020, tras seis años en el cuadro verdolaga donde llegó a ser su capitán, fue traspasado al Olimpia para reforzar su mediocampo. El acuerdo se cerró luego de que el club capitalino pagara US$ 385.000 por el 90% de su ficha, manteniendo Marathón el 10% restante en caso de un eventual traspaso.

## Selección nacional
El 25 de julio de 2016 se anunció su convocatoria a la Selección Olímpica de Honduras para disputar los Juegos Olímpicos de Río 2016.

### Participaciones en Juegos Olímpicos
| Juegos Olímpicos             | Sede   | Resultado    | PJ | Goles |
| ---------------------------- | ------ | ------------ | -- | ----- |
| Juegos Olímpicos de Río 2016 | Brasil | Cuarto lugar | 6  | 0     |

## Estadísticas
| Equipo | Div.                | Temporada           | Liga     | Liga  | Copa Nacional(1) | Copa Nacional(1) | Copa Internacional(2) | Copa Internacional(2) | Total    | Total |
| Equipo | Div.                | Temporada           | Partidos | Goles | Partidos         | Goles            | Partidos              | Goles                 | Partidos | Goles |
| Marathón Honduras | 1.ª                 | 2014-15             | 13       | 0     | -                | -                | -                     | -                     | 13       | 0     |
| Marathón Honduras | 1.ª                 | 2015-16             | 26       | 1     | -                | -                | -                     | -                     | 26       | 1     |
| Marathón Honduras | 1.ª                 | 2016-17             | 29       | 0     | 1                | 0                | -                     | -                     | 29       | 0     |
| Marathón Honduras | 1.ª                 | 2017-18             | 39       | 2     | -                | -                | -                     | -                     | 39       | 2     |
| Marathón Honduras | 1.ª                 | 2018-19             | 34       | 2     | 1                | 0                | 2                     | 0                     | 36       | 2     |
| Marathón Honduras | 1.ª                 | 2019-20             | 19       | 0     | -                | -                | 2                     | 0                     | 21       | 0     |
| Marathón Honduras | 1.ª                 | 2020-21             | 17       | 2     | -                | -                | 3                     | 1                     | 20       | 3     |
| Marathón Honduras | Total               | Total               | 177      | 7     | 2                | 0                | 7                     | 1                     | 186      | 8     |
| Olimpia Honduras | 1.ª                 | 2020-21             | 0        | 0     | -                | -                | 0                     | 0                     | 0        | 0     |
| Olimpia Honduras | Total               | Total               | 0        | 0     | 0                | 0                | 0                     | 0                     | 0        | 0     |
| Total en su carrera | Total en su carrera | Total en su carrera | 177      | 7     | 2                | 0                | 7                     | 1                     | 186      | 8     |
| (1) Incluye datos de la Supercopa de Honduras (2017-19). (2) Incluye datos de la Liga de Campeones de la Concacaf (2018-21), Liga Concacaf (2019-20). |                     |                     |          |       |                  |                  |                       |                       |          |       |

## Palmarés

### Campeonatos nacionales
| Título           | Club     | País     | Año  |
| ---------------- | -------- | -------- | ---- |
| Copa de Honduras | Marathón | Honduras | 2017 |
| Torneo Clausura  | Marathón | Honduras | 2018 |

### Distinciones individuales
| Distinción                                     | Año     |
| ---------------------------------------------- | ------- |
| Novato del año de la Liga Nacional de Honduras | 2014/15 |